# Ism (term)
En ism är en särskild inriktning inom ett större sammanhang, ofta inom ideologi, estetik eller psykologi. Enligt SAOL är en ism en riktning, i synnerhet en ytterlighetsriktning.
Ordet ism är en substantivering av suffixet -ism, en grammatikalisk ändelse som i sig används för att bilda substantiv, till exempel kommun+ism eller liberal+ism, men ism-formen har som regel en betydelse som är skild från det ursprungliga huvudordet i sammansättningen. Enligt SAOB 2014 finns i svenska språket 936 ord med suffixet -ism till och med initialbokstaven U.
1. ofta en politisk eller social åskådning/ideologi (till exempel kommunism eller liberalism),
2. i konstsammanhang en definition eller inriktning av en konstnärs konst (till exempel impressionism, surrealism, futurism).

Douglas Hofstadter föreslår även ordet "ism" som synonym term till "minimalism" i sitt epokgörande verk Gödel, Escher, Bach.

## Ämnesvisa listor med ismer
- Ideologier
- Filosofier
- Konstriktningar
- Typer av trosuppfattningar
- Socialistiska riktningar
- Extremliberala riktningar